# 野嶋孝
野嶋 孝（のじま たかし、1941年10月22日 - ）は、日本の電気技術者。中部電力代表取締役副社長や、ファインセラミックスセンター理事長、電気学会会長を務めた。

## 来歴・人物
1964年東北大学工学部電気工学科卒業、中部電力入社。1993年中部電力支配人工務部長。1995年中部電力取締役工務部長。1997年中部電力取締役企画部長。1999年中部電力常務取締役技術開発本部長。2000年豊橋技術科学大学運営諮問会議委員。2001年中部電力代表取締役副社長。2003年ファインセラミックスセンター理事長、名古屋テレビ放送番組審議会委員。2005年電気学会会長代理。2006年電気学会会長。中部科学技術センター会長、グレーター・ナゴヤ・イニシアティブ協議会副会長なども務めた。